# Ernest Goljan
Ernest Goljan (* 21. listopadu 1950), často uváděný jako Ernest Golian, je slovenský fotbalový trenér a bývalý fotbalista.

## Hráčská kariéra
V československé lize hrál za ZVL Žilina. Nastoupil ve 47 ligových utkáních a dal 7 gólů.

## Ligová bilance
| Ročník                                   | Zápasy | Góly | Klub       |
| ---------------------------------------- | ------ | ---- | ---------- |
| 1. československá fotbalová liga 1969/70 | 22     | 7    | ZVL Žilina |
| 1. československá fotbalová liga 1970/71 | 9      | 0    | ZVL Žilina |
| 1. československá fotbalová liga 1971/72 | 15     | 0    | ZVL Žilina |
| 1. československá fotbalová liga 1972/73 | 1      | 0    | ZVL Žilina |
| CELKEM                                   | 47     | 7    |            |

## Trenérská kariéra
Po skončení hráčské kariéry se stal trenérem, věnuje se mládeži v MŠK Žilina.